# Korytnica (powiat węgrowski)
Korytnica – wieś gminna w Polsce w województwie mazowieckim, w powiecie węgrowskim, w gminie Korytnica. Ma status sołectwa.
Wieś jest siedzibą rzymskokatolickiej parafii św. Wawrzyńca w Korytnicy.
| SIMC    | Nazwa      | Rodzaj    |
| ------- | ---------- | --------- |
| 0675525 | Marianówka | część wsi |
| 0675531 | Teodorówka | część wsi |

Położona na Wysoczyźnie Kałuszyńskiej nad rzeką Korycianką (Strugą). Lokalny ośrodek usługowy dla rolnictwa. Wieś królewska położona była w drugiej połowie XVI wieku w powiecie liwskim ziemi liwskiej województwa mazowieckiego.
W latach 1954–1972 wieś należała i była siedzibą władz gromady Korytnica. W latach 1975–1998 miejscowość należała administracyjnie do województwa siedleckiego.

## Historia
Korytnica położona jest na terenie historycznej ziemi liwskiej na Mazowszu. Wzmiankowana po raz pierwszy w 1419 roku jako wieś na skraju Puszczy Koryckiej. Była własnością książęcą, później królewską. Ok. 1427 roku w Korytnicy została erygowana parafia podległa diecezji płockiej. Od XVII wieku do połowy XIX wieku Korytnica była starostwem niegrodowym. Od 1795 roku w zaborze austriackim, od 1809 roku w Księstwie Warszawskim, od 1815 roku w Królestwie Kongresowym. Po 1918 roku w granicach Polski.
Pod koniec XVIII wieku należała do szambelana królewskiego Szymona de Cortielli. Od 1836 roku majątek Korytnica należał do ziemianina Ignacego Sobieskiego, a później do hrabiego Adama Ronikiera, który był producentem sera limburskiego zwanego ronikierowskim.
W drugiej połowie XIX wieku w Korytnicy i jej okolicach badania etnograficzne prowadzili: Zygmunt Gloger, Jan Karłowicz i Zygmunt Noskowski. W latach 1874–1902 miejscowość była własnością Tymoteusza Łuniewskiego, etnografa i wybitnego agronoma, który gościł u siebie m.in.: Bolesława Prusa i Józefa Ignacego Kraszewskiego. Na początku XX wieku majątek Korytnica stał się własnością rodziny Holder-Eggerów. Teodor Holder-Egger był znanym lokalnym działaczem społecznym. Maria ze Szretterów Holder-Eggerowa była posłanką na Sejm II Rzeczypospolitej i działaczką Ligi Narodowej.
W sierpniu 1915 ustąpiły władze rosyjskie i Korytnica znalazła się pod okupacją niemiecką. 
W pierwszej połowie roku 1916 Niemcy zaczęli przekazywać Polakom niektóre urzędy. Po odejściu armii niemieckiej w końcu roku 1918 powstała polska administracja. W wyborach 26 stycznia 1919 zwyciężyła Narodowa Demokracja przed PSL Wyzwolenie. Na początku czerwca 1919 odbyły się strajki pracowników folwarcznych. Między 8 a 10 sierpnia 1920 wkroczyła Armia Czerwona. Okupacja radziecka trwała do 20 sierpnia 1920.
11 września 1939 wkroczyły wojska hitlerowskie. Wielu mieszkańców Korytnicy zginęło wskutek terroru okupanta. Powstało zbrojne podziemie ZWZ-AK rejonu Węgrów. Uczestniczyło m.in. w akcji „Burza” 8 sierpnia 1944. 11 sierpnia 1944 Korytnicę zajęła Armia Czerwona.
Po powstaniu III Rzeczypospolitej w dniu 27 maja 1990 odbyły się wybory do Rady Gminy Korytnica, składającej się z 20 osób. 18 czerwca 2002 ustanowiono herb i flagę Gminy Korytnica.

## Honorowi obywatele Korytnicy
- ks. bp. Antoni Pacyfik Dydycz
- ks. prałat Czesław Mazurek
- art. plastyk Irena Stankiewicz
- dr Franciszek Adam Wielądek
- prof. dr Arkadiusz Kołodziejczyk
- dr Michał Strąk

## Zabytki
- neoklasycystyczny kościół parafialny św. Wawrzyńca Męczennika zbudowany w latach 1876–1880 według projektu Bolesława Pawła Podczaszyńskiego i Bronisława Brodzic-Żochowskiego. We wnętrzu epitafia, w tym jedno autorstwa Konstantego Laszczki.
- murowany dwór Łuniewskich z końca XIX wieku, przed nim figura wotywna fundacji Holder-Eggerów z początku XX wieku.
- organistówka z początku XX wieku.
- dawny dom parafialny i ochronka tzw. Watykan z początku XX wieku.
- figura na grobie Karola Karolka Łuniewskiego z końca XIX wieku
- figura Anioła Śmierci na grobie Aleksandry Olusi Holder-Eggerówny z początku XX wieku (autor Bartłomiej Mazurek).